# Stolzalpe
Stolzalpe là một đô thị thuộc huyện Murau thuộc bang Steiermark, nước Áo. Đô thị Stolzalpe có diện tích 11 km², dân số thời điểm năm 2005 là 493 người.